# Diasemopsis signata
Diasemopsis signata är en tvåvingeart som först beskrevs av Johan Wilhelm Dalman 1817.  Diasemopsis signata ingår i släktet Diasemopsis och familjen Diopsidae. Inga underarter finns listade i Catalogue of Life.